# Кукулово
Кукулово (пол. Kukułowo, нім. Kucklow) — село в Польщі, у гміні Камень-Поморський Каменського повіту Західнопоморського воєводства. Розташоване на північному заході країни.
Населення — 144 особи (2011).
У 1975—1998 роках село належало до Щецинського воєводства.

## Історія

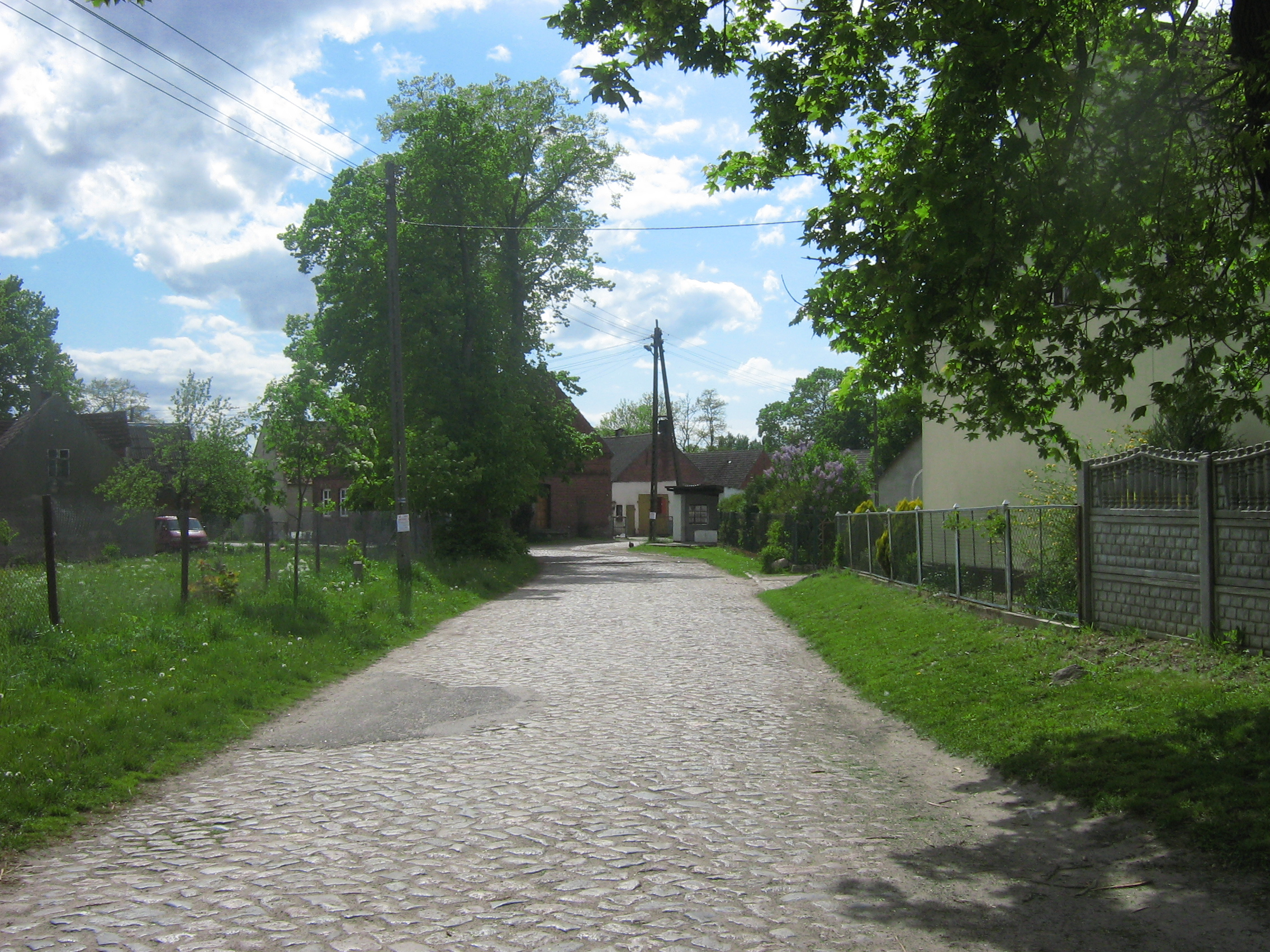
Дорога в Кукулово

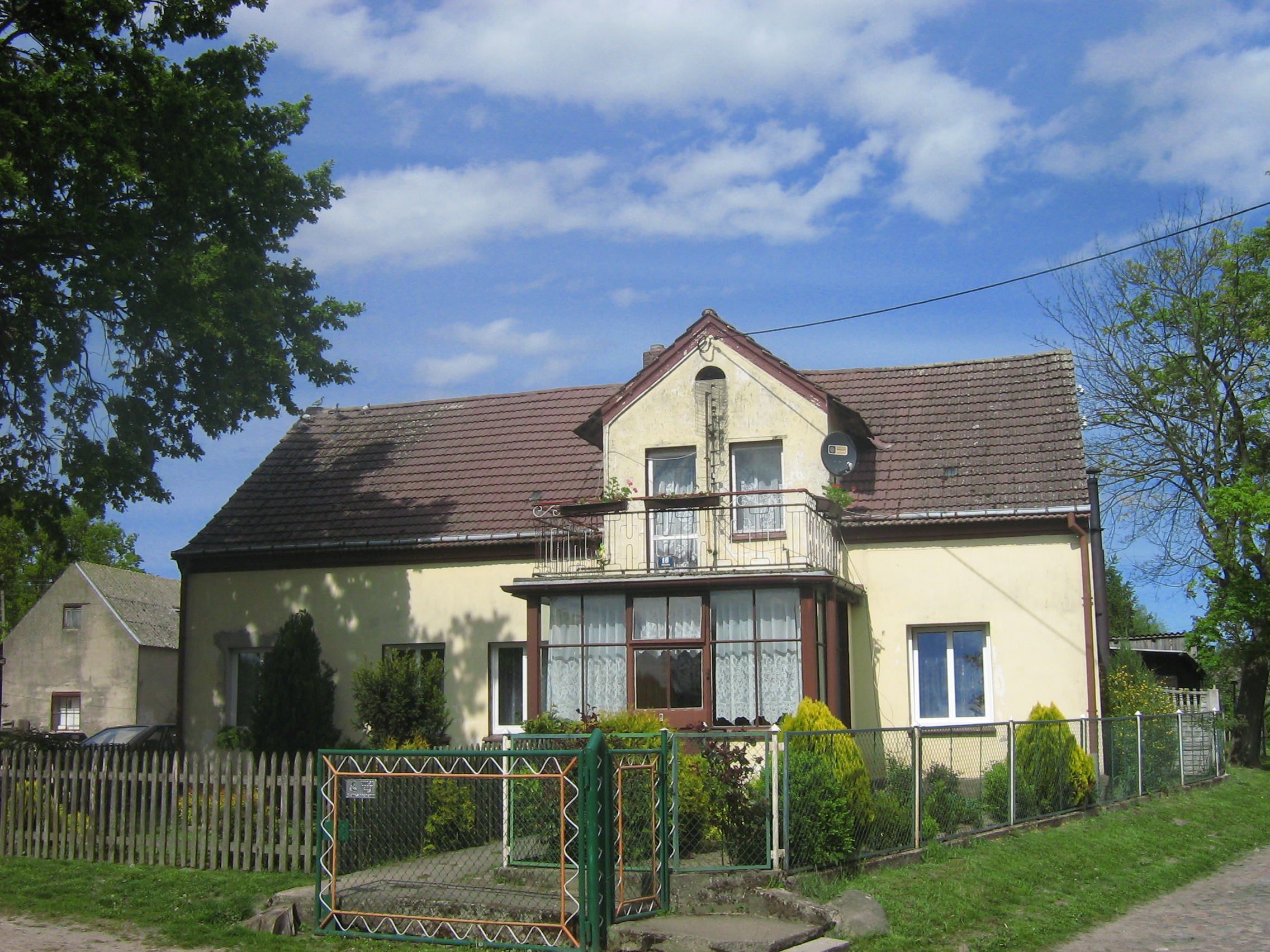
Будинок у Кукулово

У середньовіччі й новому часі ходило до складу Померанського герцогства. Центром Кукулова був замок, де засідав каменський капітул і каменські пробсти. У 1628—1640 роках в замку мешкав Вільгельм Кеттлер, герцог Курляндії, що був вигнаний зі свого герцогства шляхтою й отримав політичний притулок у померанського герцога Богуслава XIV.

## Демографія
Демографічна структура станом на 31 березня 2011 року:
|          | Загалом | Допрацездатний вік | Працездатний вік | Постпрацездатний вік |
| -------- | ------- | ------------------ | ---------------- | -------------------- |
| Чоловіки | 72      | 19                 | 49               | 4                    |
| Жінки    | 72      | 16                 | 43               | 13                   |
| Разом    | 144     | 35                 | 92               | 17                   |

## Уродженці
- Віллі Бледорн (1887—1946) — німецький політик.